# Коларц, Вальтер
Вальтер Коларц (в некоторых русских источниках Уолтер Коларц, нем. Walter Kolarz; 1912 — 21 июля 1962) — британский советолог чешского происхождения (из судетских немцев).

## Биография
Вместе с женой Александрой (урождённой Липовской, 1913—2000), русской эмигранткой, в 1939 году обосновался в Великобритании, работал в аналитической службе BBC.
В 1942 году выпустил первую книгу «Сталин и вечная Россия: Корни советского патриотизма» (нем. Stalin und das ewige Russland: Die Wurzeln des Sowjetpatriotismus, английский перевод 1944), за которой последовали «Мифы и реальность в Восточной Европе» (англ. Myths and realities in Eastern Europe; 1945) «Россия и её колонии» (англ. Russia and Her Colonies; 1952), «Как управляется Россия» (англ. How Russia is ruled; 1953), «Народы советского Дальнего Востока» (англ. The Peoples of the Soviet Far East; 1954).
Особый интерес Коларца к религиозной теме отразился в книгах «Ислам в Советском Союзе» (англ. Islam in the Soviet Union, 1917—1960; 1960) и наиболее значительной «Религии в Советском Союзе» (англ. Religion in the Soviet Union; 1961). К трудам Коларца, в частности, восходит идея (отмечаемая новейшим исследователем как важная) о том, что роль ислама в жизни народов традиционного мусульманского ареала в советский период не сводится к собственно религиозным практикам (находившимся, в целом, в упадке), но остаётся значимой на уровне самоопределения и повседневных обычаев.
Посмертно изданы сборник статей Коларца «Коммунизм и колониализм» и подготовленная им аннотированная библиография «Книги о коммунизме» (англ. Books on Communism; Лондон, 1963, Нью-Йорк, 1964), рассматривающая англоязычную литературу начиная с 1945 года.